# Ludwig Dihm
Ludwig Dihm (* 15. August 1849 in Berlin; † 30. August 1928 ebenda; vollständiger Name: Friedrich Wilhelm Ludwig Dihm) war ein deutscher Architekt und preußischer Baubeamter.

## Leben
Ludwig Dihm war der Sohn von Albert Ludwig Dihm, der als Eisenbahndirektor im preußischen Handelsministerium arbeitete. 1870/1871 war er Baueleve bei Heinrich Strack, studierte danach an der Berliner Bauakademie mit abschließender Bauführerprüfung (1. Staatsexamen). Es folgte eine praktische Tätigkeit an der Philipps-Universität Marburg und bei der Rekonstruktion der Marburger Elisabethkirche. 1877 oder 1878 legte er die Baumeisterprüfung (2. Staatsexamen) ab und bildete sich bei Carl Schäfer weiter. 1908 wurde er zum Baurat ernannt. 1922 wurde er außerordentliches Mitglied der Preußischen Akademie des Bauwesens und der Brandenburgischen Kommission für Denkmalpflege. Kurzzeitig unterrichtete er an der Technischen Hochschule (Berlin-)Charlottenburg im Fach Wasserbaukunde.

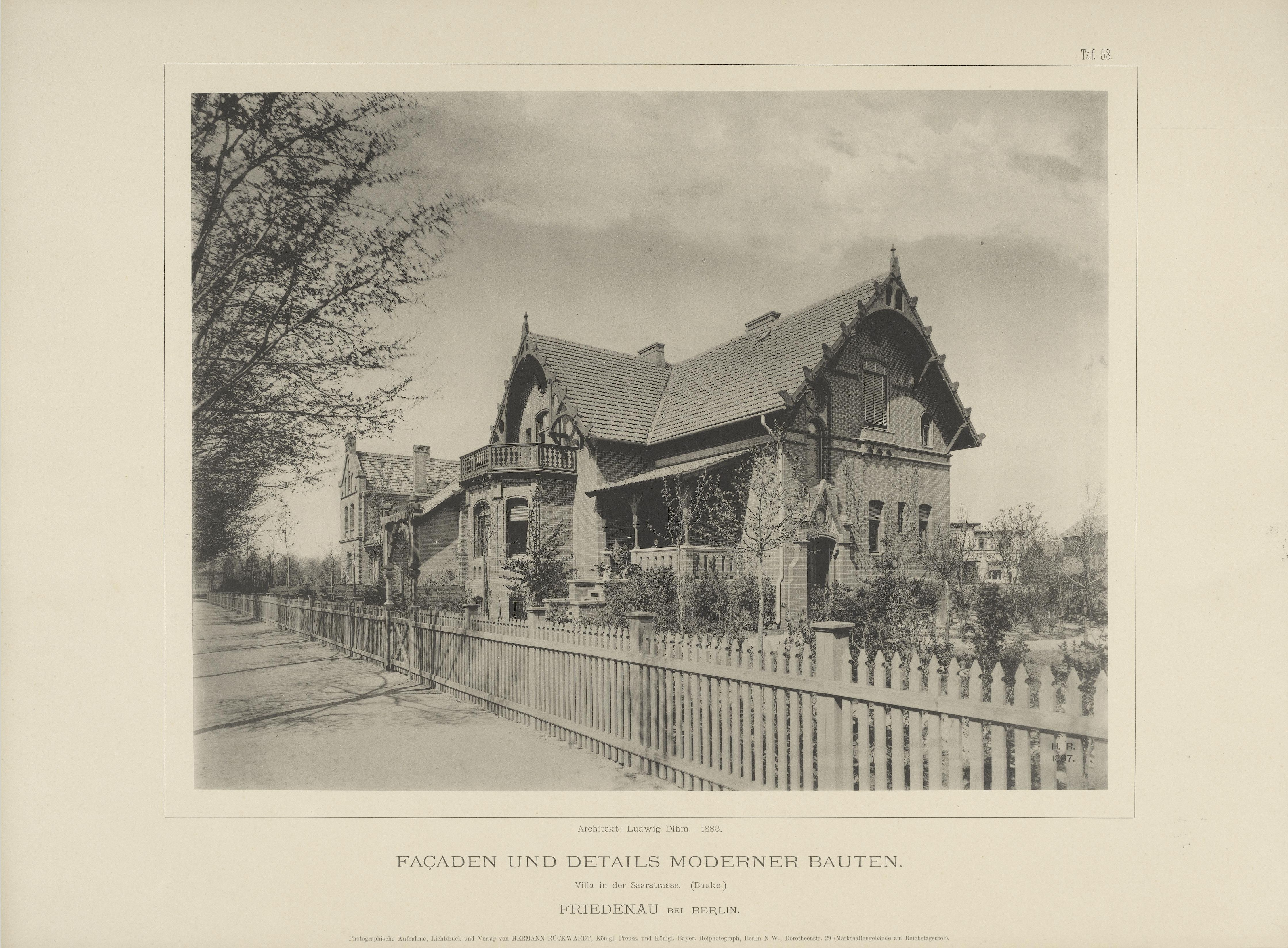
Villa in der Saarstraße in Friedenau bei Berlin, 1883

## Bauten
- 1881: Rekonstruktion der Stadtkirche in Swinemünde (nach Entwurf von Carl Schäfer)
- 1887–1889: Wiederaufbau und Erweiterung der Katharinenkirche in Schwedt an der Oder
- 1888–1889: eigenes Wohnhaus in (Berlin-)Friedenau, Goßlerstraße 3[2]
- 1893: Stadtmühle und Seifenfabrik Theodor Hahn in Schwedt an der Oder, Vierradener Straße 44
- 1895–1896: Landhaus Wangenheimstraße 23 in (Berlin-)Grunewald[3]
- 1901–1902: Evangelische Garnisonkirche in Celle, Langensalzaplatz 2
- 1902: Rekonstruktion der Kathedrale St. Peter und Paul in Brünn (Mähren)
- 1904–1907: Türme der Klosterkirche St. Trinitatis in Neuruppin
- 1905: Kaserne in Perleberg (zusammen mit Andersen)
- 1909: Umbau der Dorfkirche in Demnitz (Mark)
- 1908–1910: Rekonstruktion der Inneneinrichtung des Mariendoms in Fürstenwalde
- 1910–1915: Garnisonkirche in Allenstein (Ostpreußen)